# لوكريتيوس
تيتوس لوكريتيوس كاروس (حوالي 99-55 ق م)، شاعر وفيلسوف روماني. عمله الوحيد المعروف هو القصيدة الفلسفية «في طبيعة الأشياء»، عبارة عن منهج تعليمي للفلسفة الأبيقورية ومبادئها، ويُترجم عنوان هذه القصيدة عادةً إلى الإنجليزية «حول طبيعة الأشياء» - وفي كثير من الأحيان «حول طبيعة الكون». لا يُعرف سوى القليل جدًا عن حياة لوكريتيوس، الشيء الوحيد المؤكد هو أنه كان إما صديقًا لغايوس ميميوس أو من أتباعه، وقد وجّه القصيدة كهدية له. كان لتلك القصيدة تأثير كبير على الشعراء الأوغسطيين، ولا سيما فيرجيل (في ملحمته الإنيادة وقصيدته الزراعيّات، وبدرجة أقل على كل من إيكلوغس) وهوراس. كاد العمل يُفقد خلال العصور الوسطى، لكن أعيد اكتشافه في عام 1417 في دير في ألمانيا على يد بوجيو براشيوليني، ولعب دورًا مهمًا في تطوّر المذهب الذري (كان لوكريتيوس مؤثّرًا كبيرًا في بيير غاسندي) وفي الجهود التي بذلتها شخصيات مختلفة من عصر التنوير لبناء إنسانية مسيحية جديدة.

## حياته
لا يُعرف أي شيء تقريبًا عن حياة لوكريتيوس، ولا يوجد أساس كافٍ لتأكيدٍ موثوق فيما يتعلق بتاريخ ميلاده أو وفاته في مصادر أخرى. توجد ملاحظة أكثر إيجازًا في العمل الذي كتبه الكاهن جيروم، تلميذ دوناتوس. كُتبت هذه الملاحظة بعد أربعة قرون من وفاة لوكريتيوس. إذا كان جيروم دقيقًا فيما يتعلق بعمر لوكريتيوس (43 عامًا) عندما توفي (نوقش هذا الأمر أدناه)، فمن الممكن أن نستنتج أنه ولد في عام 99 أو 98 قبل الميلاد. تُرجِع التقديرات الأقل تحديدًا ولادة لوكريتيوس إلى التسعينيات قبل الميلاد ووفاته إلى الخمسينيات قبل الميلاد، بما يتفق مع الإشارات العديدة في القصيدة إلى الحالة المضطربة للشؤون السياسية في روما والحروب الأهلية والثورات فيها.
ربما كان لوكريتيوس عضوًا في عائلة لوكريتيا الأرستقراطية، ويُظهر عمله معرفة وثيقة بنمط الحياة الفاخر في روما. يدعو حب لوكريتيوس للريف إلى الاعتقاد بأنه سكن في عقارات ريفية تملكها عائلات ثرية، كما كانت العديد من العائلات الرومانية الثرية حينذاك، ومن المؤكد أنه تلقى تعليمًا باهظًا مع إتقان اللاتينية واليونانية والأدب والفلسفة.
عُثر على ملاحظة مختصرة خاصة بسيرة حياة لوكريتيوس في كتاب إيليوس دوناتوس، حياة فيرجيل، يبدو أن هذا الكتاب مشتق من عمل سابق لسويتونيوس. تقول الملاحظة: «السنوات الأولى من الحياة التي قضاها فيرجيل في كريمونا حتى توليه منصب التُّوجة (توجة الرجولة) في عيد ميلاده السابع عشر (عندما كان الرجلان يشغلان منصب قنصل حين ولادته)، وحدث ذلك في نفس اليوم الذي مات فيه لوكريتيوس الشاعر». مع ذلك، على الرغم من أن لوكريتيوس عاش ومات بالتأكيد في الوقت الذي ازدهر فيه فيرجيل وشيشرون، إلا أن المعلومات الواردة في هذه الشهادة بالذات غير متسقة ضمنيًا: إذا ولد فيرجيل في عام 70 قبل الميلاد، فإن عيد ميلاده السابع عشر سيكون في عام 53. عُيّن كل من بومبيوس الكبير وماركوس ليسينيوس كراسوس معًا كقنصلين مرة أخرى في عام 55، وليس في عام 53.
عُثر على ملاحظة أخرى بخصوص سيرة حياة لوكريتيوس في كتاب جيروم، حيث يزعم أن لوكريتيوس «كان مجنونًا بفعل جرعة الحب، وخلال نوبات جنونه تلك، كتب عددًا من الأعمال التي نقّحها شيشرون لاحقًا، وأنهى حياته في الرابعة والأربعين من عمره». غالبًا ما رفض الادعاء بأنه أصيب بالجنون بسبب جرعة الحب، على الرغم من الدفاع عنه من قبل باحثين أمثال ريالي وكاتان، وذلك نتيجة للخلط التاريخي أو التحيز ضد الأبيقوريين. يُنسب إعطاؤه المنشط السام في بعض الروايات إلى زوجته لوسيليا. بغض النظر، استمرت صورة جيروم عن لوكريتيوس باعتباره شاعرًا مجنونًا ومتيمًا، في التأثير كثيرًا على الدراسات الحديثة حتى وقت قريب جدًا، على الرغم من أنه من المقبول الآن أن مثل هذا التقرير غير دقيق.

## في طبيعة الأشياء
تنقل القصيدة (التي يُترجَم عنوانها عادةً «حول طبيعة الأشياء» أو «حول طبيعة الكون») أفكار الأبيقورية التي تتضمن المذهب الذري وعلم الكون. عُرف لوكريتيوس بكونه أول كاتب قدّم الفلسفة الأبيقورية إلى القراء الرومان. القصيدة مكتوبة في نحو 7400 مقطع ومقسمة إلى ستة كتب بدون عنوان، تستكشف القصيدة الفيزياء الأبيقورية من خلال لغة واستعارات شعرية غنية. يعرض لوكريتيوس مبادئ المذهب الذري وطبيعة العقل والروح وتفسيرات الإحساس والفكر وتطور العالم وظواهره، ويشرح مجموعة متنوعة من الظواهر السماوية والأرضية. يعمل الكون الموصوف في هذه القصيدة وفقًا لتلك المبادئ الفيزيائية، مسترشدًا بالفورتونا، «الحظ»، وليس التدخل الإلهي للآلهة الرومانية التقليدية والتفسيرات الدينية للعالم الطبيعي.
يشير لوكريتيوس في هذا العمل إلى التطور الثقافي والتكنولوجي للبشر في استخدامهم للمواد والأدوات والأسلحة المتاحة عبر عصور ما قبل التاريخ وحتى عصر لوكريتيوس. ويحدد أقدم الأسلحة المتاحة مثل الأيدي والأظافر والأسنان. جاء بعد ذلك الحجارة وأغصان الأشجار، وبمجرد أن تمكّن البشر من إيجاد طريقة لتكييفها والتحكم بها، أشعلوا النار. ثم يشير بعد ذلك إلى «الحديد القاسي» والنحاس بهذا الترتيب، ويتابع القول ليذكر أن النحاس كان الوسيلة الأساسية في حراثة التربة وأنه أساس الأسلحة حتى سيطرة السيف الحديدي «شيئًا فشيئًا» (كان لا يزال يستخدم في أيامه)، بينما «فَقَد المنجل البرونزي اعتباره» مع إدخال المحاريث الحديدية. كان قد تخيّل لوكريتيوس في وقتٍ سابق، نوعًا من البشر ما قبل الزراعة وما قبل الكتابة، ممن عاشوا حياتهم «بطريقة الوحوش البرية التي تتنقّل وتجول عمومًا»، وافترض أنه منذ تلك البداية، تبع ذلك تطوّر الأكواخ البسيطة وإشعال النار واختراع الملابس واللغة ونشوء الأسرة والحالة المدنيّة. اعتقد لوكريتيوس أن صهر المعادن وربما أيضًا حرق الفخار، اكتُشف عن طريق المصادفة: على سبيل المثال، نتيجة حريق غابة. لكنه حدد أن استخدام النحاس جاء بعد استخدام الحجارة وأغصان الأشجار وسَبَق استخدام الحديد.
يبدو أن لوكريتيوس يساوي بين النحاس والبرونز، خليط من النحاس والقصدير يتمتع بمرونة أكبر بكثير من النحاس؛ استُبدل كل من النحاس والبرونز بالحديد خلال الألفية (1000 قبل الميلاد إلى 1 قبل الميلاد).  ربما عَدَّ لوكريتيوس البرونز نوعًا أقوى من النحاس وليس بالضرورة مادة متفرّدة في حد ذاتها. يُعتقد أن لوكريتيوس هو أول من طرح نظرية الاستخدامات المتعاقبة للخشب والحجر أولًا، ثم النحاس والبرونز، وأخيرًا الحديد. على الرغم من أن نظريته ظلت خاملة لعدة قرون، إلا أنه أعيد إحياؤها في القرن التاسع عشر، ويُنسب إليه الفضل في إنشاء مفهوم نظام العصور الثلاث الذي أُضفي عليه الطابع الرسمي منذ عام 1834 على يد كريستيان يورجنسن تومسن.

### الاحتفاء بأعماله
في رسالة من شيشرون إلى شقيقه كوينتوس في فبراير من عام 54 قبل الميلاد، قال شيشرون: «إن قصائد لوكريتيوس هي كما تكتب أنتَ: تُظهر العديد من ومضات العبقرية، وتُظهر أيضًا إتقانًا عظيمًا». وفي عمل مؤلف آخر في أواخر روما الجمهورية، كتب فيرجيل في الكتاب الثاني من قصيدته الزراعيّات، مشيرًا على ما يبدو إلى لوكريتيوس، «سعيدٌ هو الذي اكتشف ماهية الأشياء وألقى تحت قدميه كل المخاوف والمصير الذي لا مفر منه، وضجيج العالم السفلي الجشع».

## الفلسفة الطبيعية
كان لوكريتيوس أحد المفكرين الأوائل فيما دُعي لاحقًا بدراسة التطور. ويعتقد لوكريتيوس أن الطبيعة تُجري تجارب لا نهاية لها عبر آلاف السنين، وأن الكائنات الحية التي تتكيف بشكل أفضل مع بيئتها لديها أفضل فرصة للبقاء على قيد الحياة. تمكنت الكائنات الحية من البقاء على قيد الحياة بسبب العلاقة المتناسبة بين قوتها أو سرعتها أو ذكائها وبين الديناميكيات الخارجية لبيئتها. قبل نشر تشارلز داروين كتابه أصل الأنواع في عام 1859، كانت فلسفة لوكريتيوس الطبيعية تجسد واحدة من أهم التفسيرات غير الغائية والميكانيكية عن خلق الحياة وتطورها. وعلى النقيض من الفكر الحديث حول هذا الموضوع، لم يعتقد لوكريتيوس أن الأنواع الجديدة تطورت من الأنواع الموجودة سابقًا. وتحدى لوكريتيوس الافتراض القائل بأن البشر متفوقون بالضرورة على الحيوانات، مشيرًا إلى أن أمهات الثدييات في البرية تتعرف على نسلها وترعاه كما تفعل أمهات البشر.
على الرغم من دفاعه عن الفلسفة التجريبية وتخميناته الصحيحة العديدة حول المذهب الذري وطبيعة العالم المادي، فقد اختتم لوكريتيوس كتابه الأول مؤكدًا على سخافة نظرية كروية الأرض (التي أُسست في ذلك الوقت)، على الرغم من أنه لم يصرّح مطلقًا أنه يتبنى نظرية الأرض المسطحة.
في حين ترك أبيقور إمكانية الإرادة الحرة مفتوحة من خلال الدفاع عن عدم اليقين بشأن مسارات الذرات، رأى لوكريتيوس أن الروح أو العقل ينبثقان من ترتيبات مصادفة لجسيمات متميزة.

## روابط خارجية
- لوكريتيوس على موقع الموسوعة البريطانية (الإنجليزية)
- لوكريتيوس على موقع ميوزك برينز (الإنجليزية)
- لوكريتيوس على موقع إن إن دي بي (الإنجليزية)
- لوكريتيوس على موقع ديسكوغز (الإنجليزية)
- لوكريتيوس على موقع ديسكوغز (الإنجليزية)